# Баллабан Бадера
Баллабан Бадера, также известный как  Баллабан-паша или  Баллабан Бадери (алб. Ballaban Pasha, тур. Balaban Paşa ; ? — 1467) — османский паша и военачальник. Новобранец системы девширме, он дослужил до звания паши. Сообщают, что Баллабан Бадера был первым, кто поднялся на стены Константинополя. Он занимал должность санджакбея санджака Охрид в 1464—1465 годах.

## Ранняя жизнь
Этнический албанец. Баллабан Бадера родился в Мати (Албания). В католической семье под именем Михаил, сын Милоша и Елены. Призванный по системе девширме, он дослужился до звания паши в османской армии при султане Мехмеде II.
Баллабан Бадера сражался с албанским лидером Скандербегом в апреле 1465 года недалеко от Охрида. Албанцы одержали победу, но многие офицеры были взяты в плен, в том числе Моис Арианити Големи из Дибры. Их отправили в Стамбуле, где их казнили.

## Два янычара
Милош служил в армии валашского князя Мирчи I, воевавшего против турок-османов. Михаил, сын Милоша и Елены, был похищен во время османских набегов. Мать Баллабана Бадеры, Елена, была убита во время турецких набегов. Милош, отец Баллабана Бадеры, и брат Константин спаслись и пережили набеги. Михаил был воспитан как янычар и назван Баллабан Бадера, или Баллабан-паша. Он стал продуктом системы девширме, как и весь янычарский корпус, и стал одним из лучших генералов османской армии при султане Мехмеде II. Георгий Кастриоти (Скандербег), с которым Баллабан Бадера пересекал на османской службе, также был воспитан как янычар, при той же системе девширме.

## Баллабан и Скандербег
В 1464 году Баллабан Бадери был назначен султаном Мехмедом II Завоевателем новым санджакбеем Охридского санджака в Османской Македонии. Баллабан Бадера возглавил османские войска в наступлении на Албанию.
Баллабан сражался с Георгиемм Кастриоти (Скандербегом) в апреле 1465 года в долине Вайкал, недалеко от Охрида. Албанцы одержали победу, но страшной ценой: Баллабан-паша продемонстрировал свою военную доблесть, и тринадцать высших офицеров Скандербега были взяты в плен и позднее казнены в Стамбуле. Среди пленных был Моис Арианити Големи, заместитель Скандербега. Моис Арианити Големи был организатором дезертирства Скандербега из османской армии и последующего возвращения в Албанию. Моис Големи был также главным политическим организатором и, если хотите, душой и сердцем албанского восстания. Моис Арианити Големи, два племянника Георгия Кастриоти, и другие захваченные офицеры были отправлены в Стамбул. Георгий Кастриоти предложил султану большое количество взятых в плен османских пашей и пленников, а также большой выкуп в обмен на Моиса Големи и других офицеров, но Мехмед II отказался. Все пленные албанские офицеры были казнены в Стамбуле.
В июне того же 1465 года Баллабан Бадера во главе 20-тысячной армии вторгся в Албанию. Перед своим походом Баллабан Бадера преподнес Скандербегу дорогие подарки. Скандербег в ответ подарил Баллабану кирку и плуг, чтобы напомнить о его крестьянском происхождении. Баллабан решил завершить кампанию побыстрее и попытался подкупить албанцев в лагере Скандербега, пока последнего не было в лагере. Скандербег опередил Баллабана Бадеру и окружил османскую армию при Мекаде в Македонии. Баллабан Бадера потерпел второе поражение от Скандербега.
В августе 1465 года османский султан Мехмед Завоеватель организовал новый широкомасштабный поход на Албанию. Османская армия, разделенная на две части, вторглась в Албанию с юга и востока. Во главе первой 24-тысячной группировки находился Баллабан Бадера, выступивший из Дебара. Вторая османская группировка (16 000 чел.) под командованием Якупа-бея Арнаути двинулась из Берата. Скандербег с 12-тысячным албанским войском вначале устремился против Баллабана Бадеры и разгромил его во второй битве при Вайкале. Турки-османы были разбиты, потеряв множеством солдат убитыми и ранеными. Сам Баллабан Бадера с часть своих сил уцелел и смог спастись бегством. После разгрома Баллабана Скандербег двинулся на группировку Якупа-бея Арнаути и также нанес ей поражение в битве при Кашари.
В следующем 1466 года османский султан Мехмед Завоеватель организовал и лично возглавил новый поход 100-тысячной армии на Албанию. Среди военачальником в свите султана находился Баллабан Бадера. Турки-османы осадили крепость Крую, резиденцию Скандербега и столицу Лежской лиги. После ряда неудачных попыток взять крепость Мехмед Завоеватель с главными силами османской армии в июне 1466 года покинул Албанию, оставив под Круей 23-тысячное войско под командованием Баллабана Бадеры, который должен был продолжать осаду крепости. Скандербег, вернувшийся из поездки в Италию, собрал албанские силы и двинулся на помощь осажденному турками гарнизону Круи. Баллабан Бадера был убит выстрелом из аркебузы в шею одним из защитников крепости, Георгием Алексием. После смерти Баллабана османская армия, дислоцированная в Албании, утратила единство и вскоре потерпела поражение.